# Wormiston House

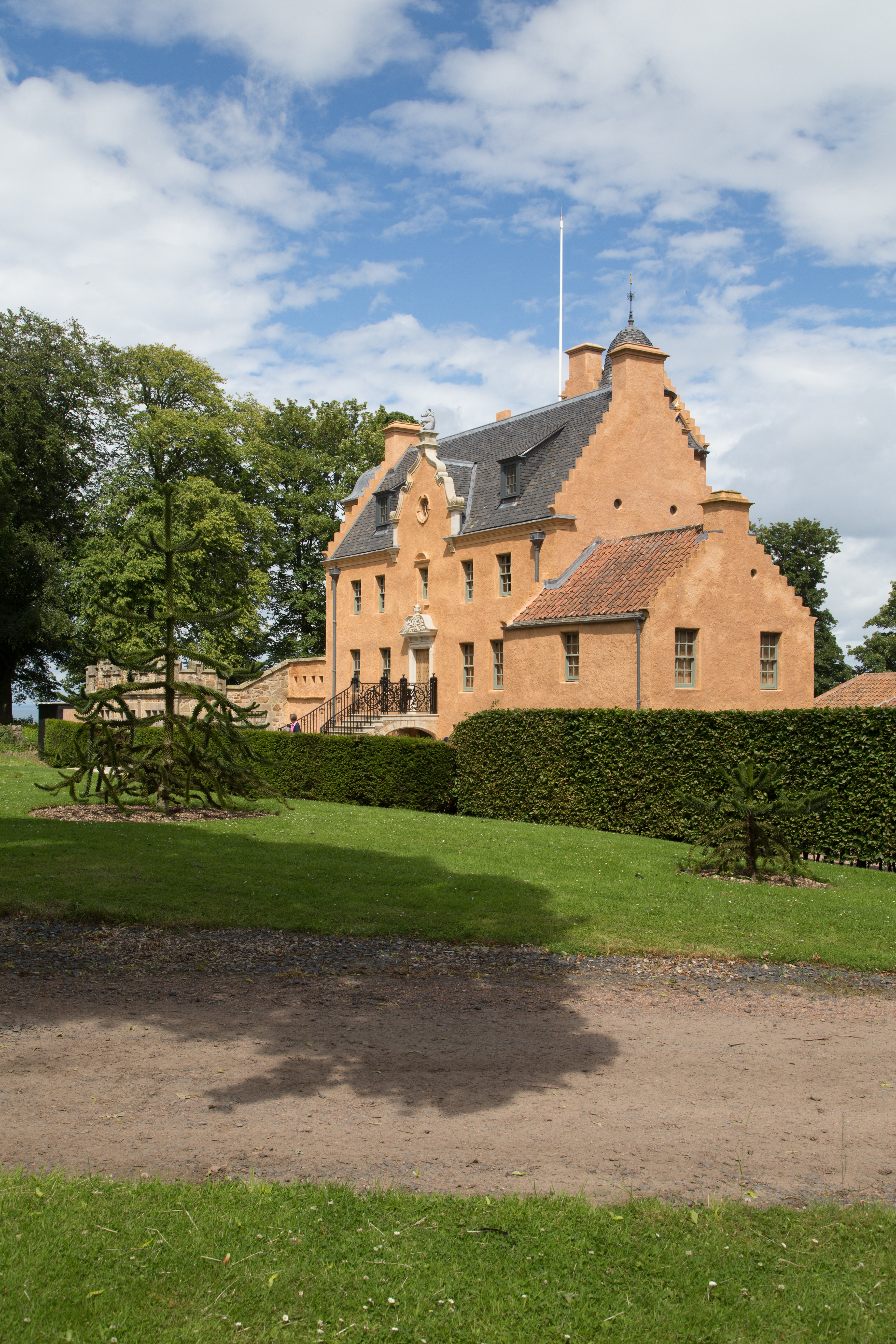
Wormiston House

Wormiston House ist ein Herrenhaus nahe der schottischen Ortschaft Crail in der Council Area Fife. 1984 wurde das Bauwerk als Einzeldenkmal in die schottischen Denkmallisten in der Kategorie B aufgenommen. Das zugehörige Taubenhaus ist hingegen als Denkmal der höchsten Denkmalkategorie A klassifiziert.

## Geschichte
Zu Bauzeiten gehörten die Ländereien von Wormiston zum Besitz der Familie Spens. Im Jahre 1612 veräußerte die Familie Wormiston an die Familie Balfour. Die wiederum verkaufte Wormiston im Jahre 1621 an den Clan Lindsay. Später kauften die Spens Wormiston zurück. Im Laufe des späten 17. oder frühen 18. Jahrhunderts wurde ein flacherer Anbau hinzugefügt. Abermals 1802 und 1858 wurden Gebäudeteile hinzugefügt. In beiden Bauphasen wurde auch die vorhandene Struktur überarbeitet. Im Jahre 1972 war das Anwesen als leerstehend verzeichnet.

## Beschreibung

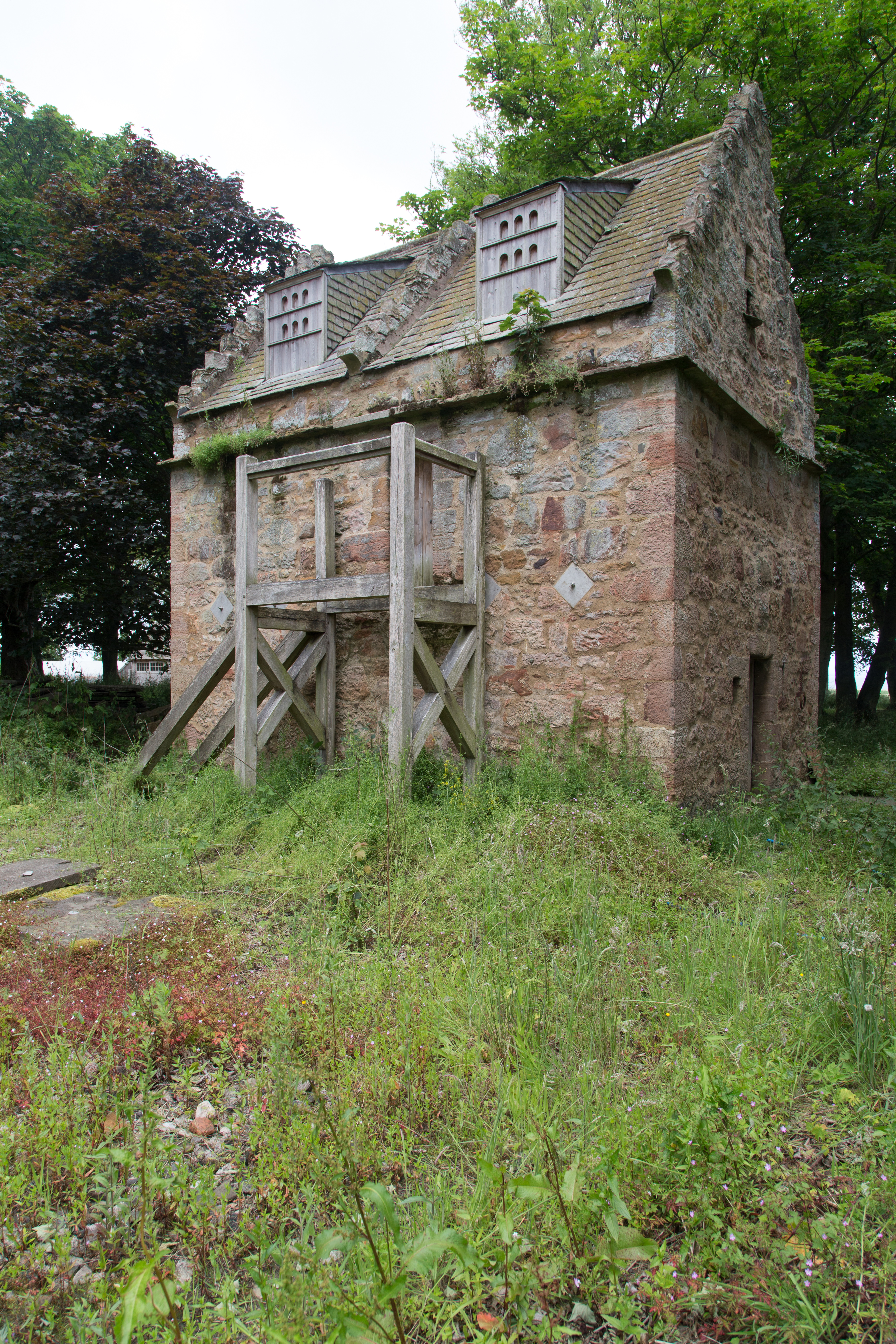
Taubenhaus von Wormiston House

Wormiston House steht isoliert rund 1,5 km nördlich von Crail. Von dem länglichen, dreistöckigen Gebäude gehen mehrere Flügel aus den verschiedenen Bauphasen ab, die teils nur zweistöckig sind. Seine Fassaden sind mit Harl verputzt, die Dächer mit Schiefer eingedeckt. Die Giebel sind als schlichte Staffelgiebel gestaltet. Der auskragende Turm im Innenwinkel wurde 1802 hinzugefügt. Vom Westflügel ragt ein dreistöckiger Turm mit Zinnenbewehrung auf.

## Taubenhaus
Das Taubenhaus steht rund 50 m westlich des Herrenhauses. Es wurde vermutlich im frühen 17. Jahrhundert erbaut. Das Mauerwerk des länglichen Gebäudes ist mit Harl verputzt. In das abschließende Dach sind geschwungene Gauben mit Einflugsmöglichkeiten eingelassen. Der Innenraum gliedert sich in zwei Räume mit steinernen Nistkästen.